# Nina Katlein
Nina Katlein (* 2003) ist eine österreichische Filmschauspielerin.

## Werdegang
Während ihrer Schulzeit begann sie mit dem Theaterspiel und wurde 2013 Ensemblemitglied im Kinder- und Jugendtheater gutgebrüllt. Ab dieser Zeit spielte sie verschiedene Rollen unter der Regie von Maria Köstlinger (2013–2018) und Aurelina Bücher (2019). In dem Theaterstück Liliom wurde sie in der Nebenrolle der Konzipistin für den Papageno nominiert.
In ihrem ersten Kinofilm Family Dinner bekam sie eine Hauptrolle und wurde dabei für die Darstellung der Simi 2022 beim Braunschweig International Film Festival in der Kategorie Beste deutsche Nachwuchsschauspielerin und für die Romy 2023 in der Kategorie Entdeckung weiblich nominiert.

## Theater
Jugendtheater „gutgebrüllt“:
- 2013 Der tollste Tag
- 2014/2015 Der Alpenkönig
- 2016 Floh im Ohr
- 2017 Geschichten aus dem Wienerwald
- 2018 Liliom[4]
- 2019 Der Revisor

## Filmographie
- 2022: Family Dinner